# Família Maleíno
Maleíno (em grego: Μαλεΐνος) foi uma família grega bizantina, atestada pela primeira vez no século IX, que esteve entre as mais importantes e poderosas famílias da aristocracia fundiária anatólia (os dínatos)  no século X, fornecendo muitos generais seniores para o exército bizantino. Após seu riqueza e poder tornar-se alvo do imperador bizantino Basílio II Bulgaróctono (r. 976–1025), ela declinou, embora seus membros ainda são atestado nos Bálcãs durante os século XI-XII.

## História e membros
A família, de origem grega, é atestada pela primeira vez na segunda metade do século X. Tem sido sugerido que o sobrenome deriva de Malagina, na Bitínia, contudo as principais propriedades e base de poder dela estavam no Tema de Carsiano, na Capadócia, que deve ser considerado sua terra natal. O primeiro membro conhecido da família foi o general Nicéforo Maleíno, de quem apenas se sabe que em 866 suprimiu a revolta do logóteta Simbácio, um parente do césar recentemente assassinado Bardas. O patrício e general Eustácio Maleíno, atestado no final do século, foi provavelmente um irmão ou filho de Nicéforo. O filho de Eustácio, Eudócimo, casou-se com a filha do patrício Adralesto, Anastácia,  que era relacionado com o imperador Romano I Lecapeno (r. 920–944) através de sua esposa.
Eudócimo teve sete crianças, os mais proeminentes deles foram Constantino e Miguel. Constantino foi um general e governador de longa data, estratego do Tema da Capadócia em meados do século X. De seu posto, Constantino participou em várias campanhas contra os árabes. Miguel tornou-se monge em tenra idade e alcançou grande fama. Foi mentor de Atanásio, o Atonita e conselheiro espiritual de seus sobrinhos, os irmãos Nicéforo Focas (o futuro imperador Nicéforo II Focas (r. 963–969)) e Leão Focas, o Jovem, nascidos de uma irmã de nome desconhecido, a esposa do general Bardas Focas, o Velho. Leão Maleíno, presumivelmente um filho de Nicéforo Maleíno, participou nas batalhas contra os árabes na Síria e foi morto em 953.
Graças a estas conexões com o poder crescente da família Focas, pelos anos 950 os Maleínos estabeleceram-se como uma das principais famílias anatólias, acumulando imensa riqueza. De acordo com fontes árabes, uma das propriedades deles se estendia continuamente de Claudiópolis, na Bitínia, ao rio Sangário, cobrindo cerca de 115 quilômetros quadrados. O principal representante da família no final do século X foi o filho de Constantino, o magistro Eustácio Maleíno. General proeminente sob João I (r. 969–976) e durante os primeiros anos do reinado de Basílio II (r. 976–1025), participou na rebelião aristocrática de 987 liderada por Bardas Focas, o Jovem. Após a morte de Focas em 989, Maleíno não foi severamente punido, mas confinado das propriedades deles. Poucos anos depois, o imperador Basílio II o transferiu para Constantinopla e confiscou seus bens após a morte dele.
Os Maleínos nunca recuperaram o antigo poder deles após este golpe. Membros da família são ainda atestados em selos de chumbo de oficiais (com títulos relativamente altos tais como patrício e proedro) e mencionados em fontes literárias ou legais dos século XI-XII, que também documentam o estabelecimento de um ramo da família na Macedônia, provavelmente devido a conquista da Anatólia pelos turcos seljúcidas. A natureza e dispersão destas referências demonstra a perda efetiva de qualquer poder política da família: um Estêvão Maleíno foi um fazendeiro dos arredores de Tessalônica em 1084, e outro Maleíno, que rebelou-se contra o imperador Andrônico I Comneno (r. 1183–1185) em 1185, não é descrito por Nicetas Coniata como nobre nem rico. A família não é atestada em seguida.
A família Maleíno é também atestada no sul da Itália, particularmente na Calábria, da segunda metade do século X até o século XII, servindo como soldados, administradores e membros da igreja. A conexão deles, se alguma, com a família Maleíno anatólia, é desconhecido.